# Aditya Chopra

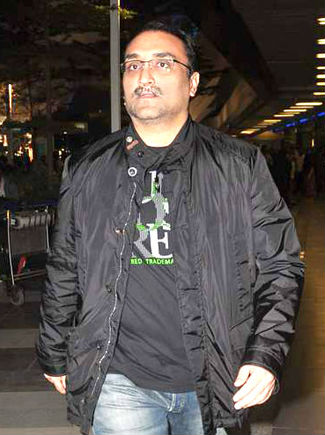
Aditya Chopra

Aditya Chopra (Hindi आदित्य चोपड़ा Āditya Copṛā; * 21. Mai 1971) ist ein indischer Filmregisseur, Drehbuchautor und Produzent. Er ist der Sohn von Yash Chopra und Bruder des Schauspielers Uday Chopra. Er leitet das Produktionsunternehmen, seines Vaters, Yash Raj Films.

## Leben
Aditya Chopra war mit Payal Chopra acht Jahre verheiratet. Die meiste Inspiration erhielt er durch seinen Vater.
Seit dem 21. April 2014 ist er mit der Schauspielerin Rani Mukerji verheiratet. Die Zeremonie fand im engsten Familien- und Freundeskreis in Italien statt.
Trotz seines großen Erfolges in der Filmindustrie blieb Aditya Chopra jedoch extrem medienscheu und es gab ständig Berichte über seine angebliche Soziale Angststörung und/oder dissoziale Persönlichkeitsstörung.
2018 wurde er für sein Wirken als Produzent in die Academy of Motion Picture Arts and Sciences berufen, die jährlich die Oscars vergibt.

## Filmografie

### Regisseur
- 1995: Dilwale Dulhania Le Jayenge
- 2000: Denn meine Liebe ist unsterblich (Mohabbatein)
- 2008: Ein göttliches Paar (Rab Ne Bana Di Jodi)
- 2015: Befikre

### Produzent
- 2002: Mere Yaar Ki Shaadi Hai
- 2002: Beste Freunde küsst man nicht! (Mujhse Dosti Karoge)
- 2004: Dhoom! – Die Jagd beginnt (Dhoom)
- 2004: Ich & Du – Verrückt vor Liebe (Hum Tum)
- 2005: Bunty Aur Babli
- 2005: Hochzeit – Nein danke! (Salaam Namaste)
- 2005: Neal N Nikki
- 2006: Dhoom 2 – Back in Action (Dhoom 2)
- 2006: Fanaa
- 2006: Kabul Express
- 2007: Chak De! India – Ein unschlagbares Team (Chak De! India)
- 2007: Jhoom Barabar Jhoom
- 2007: Aaja Nachle – Komm, tanz mit mir (Aaja Nachle)
- 2007: Papa gibt Gas – Eine Familie ist nicht zu stoppen (Ta Ra Rum Pum)
- 2007: Laaga Chunari Mein Daag – Der Weg einer Frau (Laaga Chunari Mein Daag)
- 2008: Tashan
- 2008: Bachna Ae Haseeno – Liebe auf Umwegen (Bachna Ae Haseeno)
- 2008: Ein Engel zum Verlieben (Thoda Pyaar Thoda Magic)
- 2008: Roadside Romeo
- 2008: Ein göttliches Paar (Rab Ne Bana Di Jodi)
- 2009: Rocket Singh: Salesman of the Year
- 2009: New York
- 2009: Mein Herz ruft nach Liebe – Dil Bole Hadippa! (Dil Bole Hadippa!)
- 2010: Die Hochzeitsplaner – Band Baaja Baaraat (Band Baaja Baaraat)
- 2010: Pyaar Impossible
- 2010: Badmaa$h Company
- 2011: Ladies vs Ricky Bahl
- 2012: Mission Liebe – Ek Tha Tiger (Ek Tha Tiger)
- 2012: Solang ich lebe – Jab Tak Hai Jaan
- 2012: Ishaqzaade
- 2013: Aurangzeb
- 2013: Shuddh Desi Romance
- 2013: Dhoom: 3
- 2014: Aaha Kalyanam
- 2014: Gunday
- 2014: Bewakoofiyaan
- 2014: Mardaani
- 2014: Daawat-e-Ishq
- 2014: Kill Dil
- 2015: Dum Laga Ke Haisha

### Drehbuchautor
- 1995: Dilwale Dulhania Le Jayenge
- 1997: Dil To Pagal Hai – Mein Herz spielt verrückt (Dil To Pagal Hai)
- 2000: Denn meine Liebe ist unsterblich (Mohabbatein)
- 2002: Beste Freunde küsst man nicht! (Mujhse Dosti Karoge!)
- 2004: Veer und Zaara – Die Legende einer Liebe (Veer-Zaara)
- 2005: Bunty Aur Babli
- 2006: Dhoom 2 – Back in Action (Dhoom 2)
- 2007: Aaja Nachle – Komm, tanz mit mir (Aaja Nachle)
- 2008: Bachna Ae Haseeno – Liebe auf Umwegen (Bachna Ae Haseeno)
- 2008: Ein göttliches Paar (Rab Ne Bana Di Jodi)
- 2009: New York
- 2012: Solang ich lebe – Jab Tak Hai Jaan
- 2013: Dhoom: 3

## Auszeichnungen
IIFA Award
- 2001 – Nominierung beste Regie für „Mohabbatein“ (2000)
- 2001 – Bestes Drehbuch für „Mohabbatein“ (2000)

Filmfare Award
- 2005 – Beste Dialoge in dem Film „Veer & Zaara“ (2004)
- 2005 – Bestes Drehbuch für „Veer & Zaara“ (2004)
- 1998 – Beste Dialoge in dem Film „Dil To Pagal Hai“ (1997)
- 1996 – Beste Regie für „Dilwale Dulhania Le Jayenge“

Star Screen Award
- 2005 – Besten Dialoge in dem Film „Veer& Zaara“
- 2005 – Bestes Drehbuch für den Film „Veer & Zaara“
- 1996 – Beste Regie für den Film „Dilwale Dulhania Le Jayenge“